# 지하철도 (비밀결사)

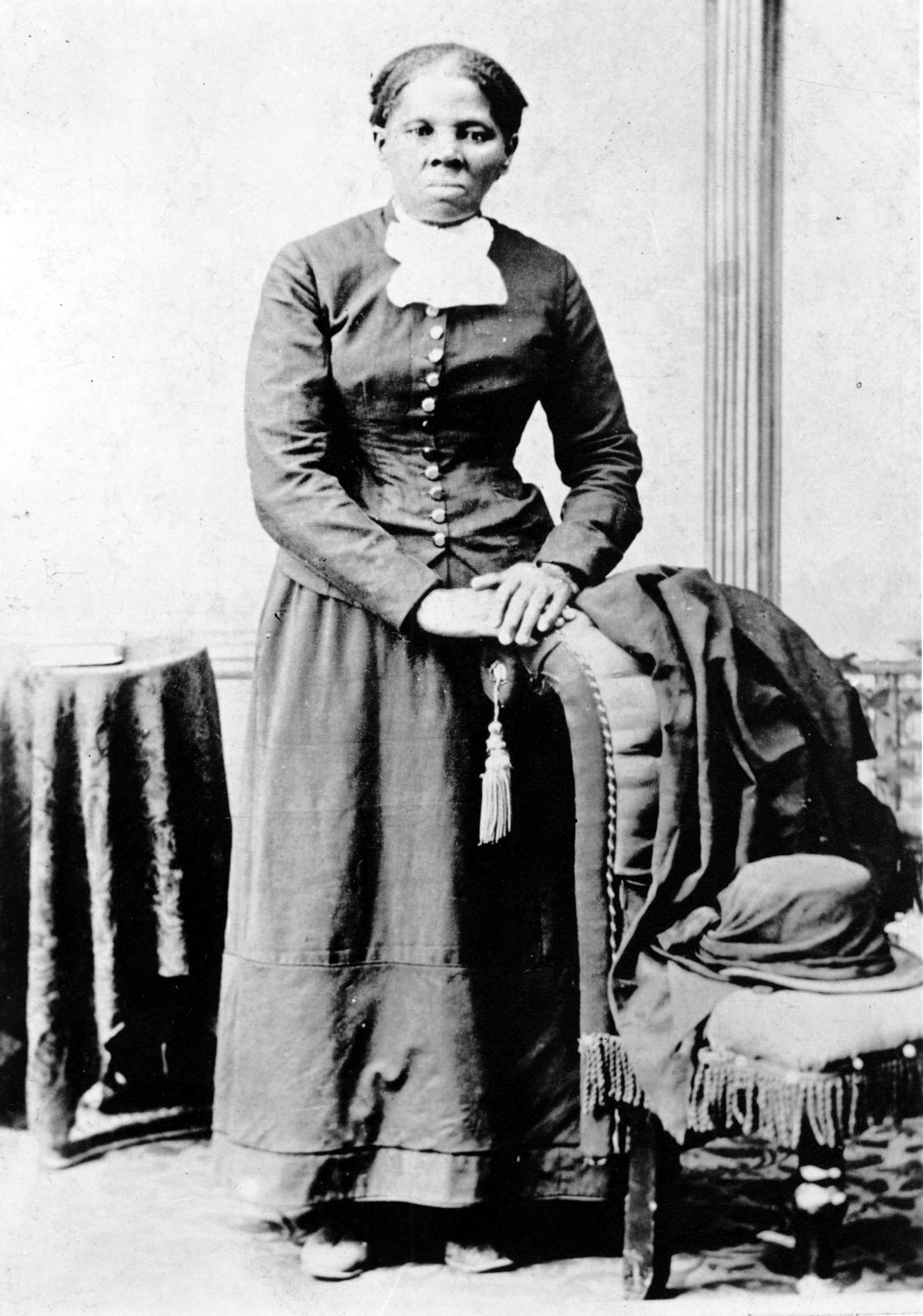
해리엇 터브먼 (H. B. 린슬래이 촬영), 1870년 무렵. 지하 철도의 활동가였던 터브먼은 13번의 여행을 통해 70여 명의 탈출을 도왔다.

지하 철도(地下鐵道, 영어: Underground Railroad)는 19세기 미국에서 활동하였던 노예 해방을 위한 비공식 네트워크이다. 지하 철도는 미국 흑인 노예들의 자유를 위해, 이들이 노예 제도를 인정하지 않는 자유주나 캐나다까지 갈 수 있도록 비밀스런 탈출 경로와 안전 가옥을 제공하였다.
지하 철도가 가장 활발히 활동하였을 때조차 미국 내에서 노예 제도를 인정하는 주 전체를 통틀어 탈출에 성공한 흑인 노예의 수는 한 해에 1천 명 미만이었다. 이 가운데 기록을 남긴 사례는 5천 건에 불과하다. 이러한 숫자는 흑인 노예의 자연 증가 인구에도 미치지 못하는 수였다. 때문에 지하 철도의 활동이 노예주(州)의 경제에 준 영향은 그리 크지 않았다. 그러나 노예주 주민들은 흑인 노예의 탈주를 돕는 지하 철도의 활동으로 심리적인 타격을 입었다. 1793년에 공포된 1793년 도망노예법은 탈주한 노예를 잡아 원래의 주인에게 송환하는 책임을 공무원에게 한정하여 두었기 때문에 일반인들은 이 법을 어겼다고 처벌되지 않았다. 이러한 조건은 지하 철도 활동의 활성화에 도움이 되었다
멕시코-미국 전쟁 이후 1850년 타협이 이루어지면서 보다 엄격한 조항을 담은 1850년 도망노예법이 강력한 로비에 의해 미국 의회를 통과하였다. 1850년 도망노예법은 표면상으로 노예 제도 유지 여부를 각 주에게 일임한 것과 같이 되어있었으나, 실제로는 자유주에서도 도망 노예를 추적하고, 잡힌 노예를 송환할 수 있도록 되어 있었다. 더욱이 이미 노예 신분에서 해방되었거나 노예인적이 없었던 자유인 신분의 북부 흑인들 또한 쉽사리 도망 노예로 몰려 잡혀갈 수 있게 되었다. 도망 노예로 지목된 흑인은 법정에서 스스로를 변호할 수 없었으며, 자유인 신분을 증명하는 것은 뇌물을 쓰지 않고서는 매우 어려웠다. 도망 노예로 지목되는 것에서 벗어나기 위해 10 달러 이상이 필요했고 자유인 신분을 증명하는 데에는 5달러 이상이 들었다. 그러나 남북 전쟁이 일어나기 전 북부에서는 이러한 노예 제도로 인한 갈등은 미국의 통합 유지에 비해 지엽적인 것이라고 여기는 분위기였다.

## 지하 철도 활동가들
지하 철도의 활동가들은 노예 폐지론자이거나 흑인의 처지를 동정하는 사람들이었다.
흑인의 탈주를 도운 활동가 중에는 흑백 양쪽의 노예 폐지론자는 물론 자유 흑인, 노예 상태의 흑인 등도 있었다. 기독교사상 2016년 1월호에 따르면, 지하철도에 함께 한 노예폐지론자들은 1천여명이나 되었는데,기독교 사상을 인권운동으로써 실천하는 사람들이었다.
지하 철도가 이용한 탈주 경로 역시 다양하여 멕시코나 다른 해외로 가는 경우도 있었다.
지하철도는 19세기 초 만들어졌고 1850년에서 1860년 사이에 가장 활발하게 활동하였다. 1850년 무렵 지하 철도를 이용하여 탈출한 흑인 노예는 대략 10만 명에 이를 것으로 추산되기도 한다. 지하 철도의 활동가들은 탈출한 흑인 노예들을 주로 노예 제도가 금지된 영국령 북아메리카의 여러 곳으로 보냈다. 지하 철도의 활동으로 자유를 얻은 미국내 흑인은 3만 명 이상이었을 것으로 추정되고 있지만, 인구 집계에서는 6천명 정도만이 확인되었다. 노예 폐지론자 윌리엄 스틸은 지하 철도의 활동을 기록한 《지하 철도》를 출간 하기도 하였다.

## 조직
지하 철도는 외부에 공개되지 않는 비밀 지하 조직으로 운영되었다. 철도란 이름은 이들이 흑인 노예의 탈주를 돕는 과정을 철도 용어에서 따온 은어로 불렀기 때문이다. 지하 철도는 흑인 노예를“대합실”에서부터 “노선”을 따라 “역”을 거쳐 “수송”하였다. 노예 폐지론자와 흑인 노예의 처지를 동정하는 사람들로 구성된 지하 철도는 개인 또는 소규모 그룹들이 점조직을 구성하고 있었다. 안내자인“차장”은 비밀스런 경로인 노선을 따라 안전한 가옥인 역들을 거쳐 목적지까지 흑인 노예의 탈주를 도왔다. 차장의 역할을 담당한 사람들은 다양한 출신으로 이루어져 있었는데, 자유민 신분의 흑인, 해방된 노예, 아메리카 원주민, 노예 폐지론을 지지하는 백인 등이 두루 있었다. 기독교 평화주의자들인 퀘이커를 중심으로 한 회중 교회, 감리교회, 북미 개혁 장로 교회 등의 개신교 교파들도 지하철도 운동에 참여하였다. 기독교사상 2016년 1월호에 연재된 나운영 CBS영동본부장의 글에 따르면,지하철도운동에 함께 한 기독교인들은 1천여명이나 되었고,인권운동을 하나님의 뜻이라 확신했다.

## 경로

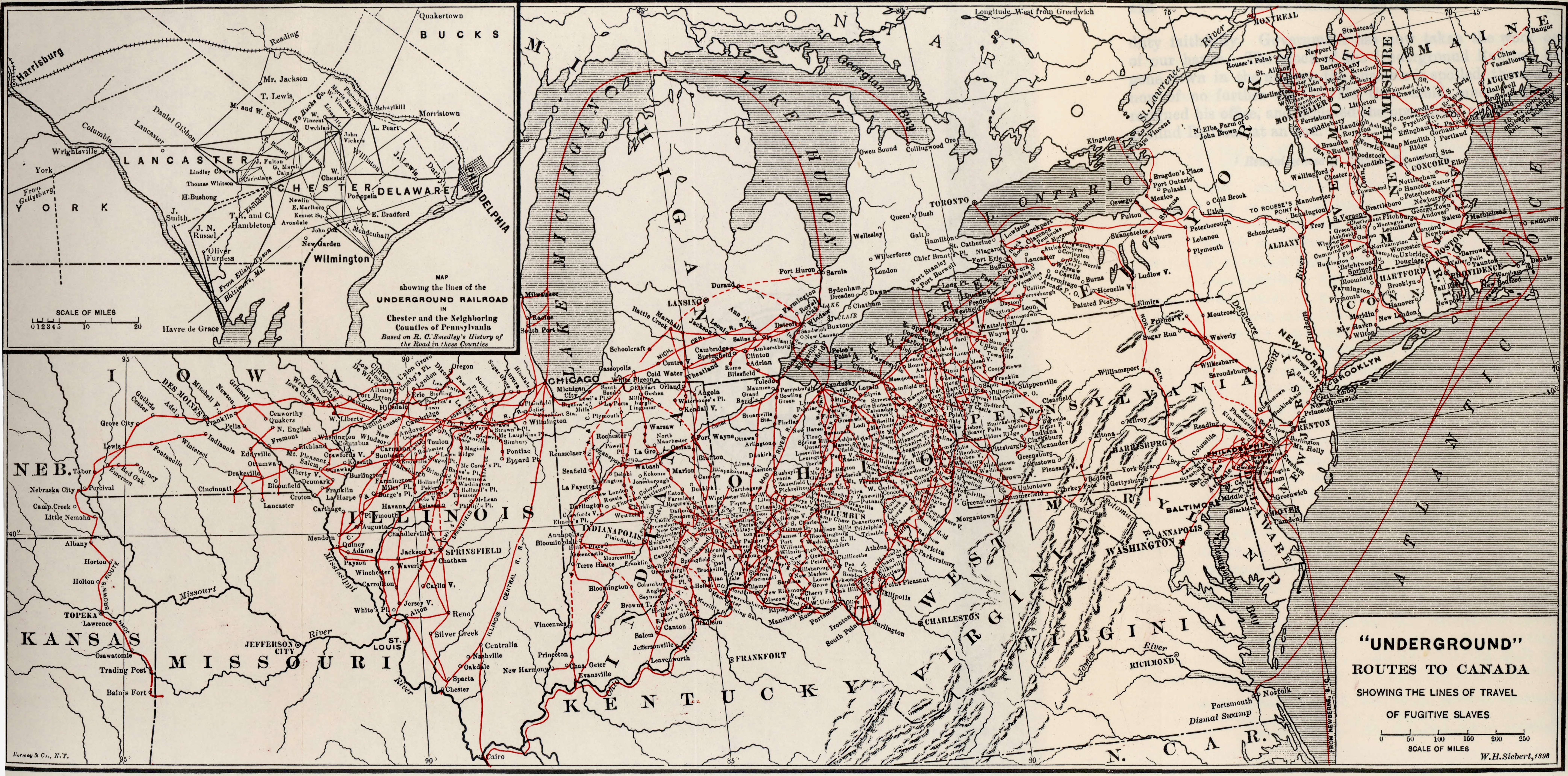
지하 철도가 이용한 다양한 탈주 경로

탈주 중 붙잡히거나 조직이 침해받는 위험을 줄이기 위하여 지하 철도의 회원들은 자신만이 알고 있는 방법을 사용하여 흑인 노예의 탈주를 도왔다.
탈주 중에 음식을 먹고 잠을 자며 쉴 수 있는 지점은 “역”이나 “기지”라 불렸으며 그곳의 책임자는 “역장”이라 불렸고, 여러 도움이나 돈을 지원하는 사람은“주주”라고 불렸다. “차장”은 탈주자들을 인도하여 역에서 역으로 이동하였다. 차장들은 종종 노예인 것처럼 위장하여 농장에 잠입하기도 하였다. 차장은 농장에서 노예들과 함께 탈주하여 하룻밤에 15–30 km를 이동하였으며 낮 동안에는 역이나 기지에 머울렀다. 역에서 머무는 동안 다음 역의 역장에게 도착할 사람들의 수와 차장이 누구인지 등을 먼저 알렸다. 이러한 “수송”은 여러 가지 방법이 이용되어 선박이나 기차를 타기도 하였다.

### 여행 조건

###### 교통수단

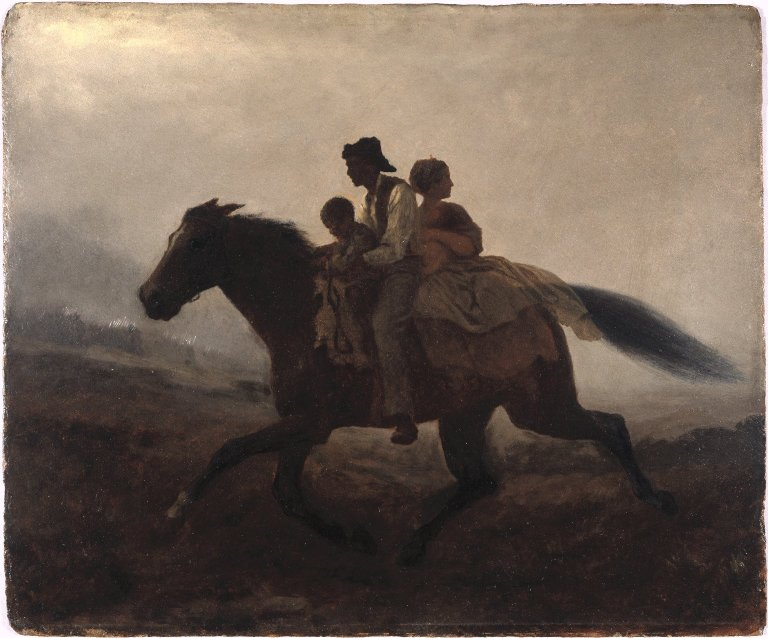
이스트먼 존슨 작품 "탈주 노예, 자유를 향한 승마 " - 종이에 유화, 22 x 26.25 인치, 1862년 무렵 - 브루클린 박물관

간혹 진짜 철도를 이용하기도 하였지만 수송은 대부분 걷거나 마차를 이용하여 이루어졌다. 게다가, 추적자를 따돌려야 했기 때문에 최종 목적지와는 다른 방향으로 우회하여 이동하기도 하였다. 대부분의 탈주는 개인이나 작은 그룹 단위로 이루어졌으나, 1848년 워싱턴 D.C.에서 76명이 탈주하다 붙잡힌 펄 사건과 같이 대규모로 진행되는 경우도 있었다. 여정은 여성과 아동의 안전을 고려하여 계획되었다.
발각될 위험때문에 경로는 입에서 입으로만 전달되었다. 남부의 주요 일간지의 광고면에는 끊임없이 도망 노예를 잡아오면 후사하겠다는 공지가 실렸다. 연방보안관과 “노예잡이”라 불린 현상금 사냥꾼들이 도망 노예를 잡기 위해 캐나다 국경까지 쫓아다녔다.

###### 인신매매
탈주 노예만 다시 붙잡히는 위험에 처한 것은 아니었다. 건장한 흑인은 고급 노동력을 제공하는 값비싼 상품이었기 때문에 자유 증서를 받아 해방된 노예나 부모가 해방된 뒤 태어난 자유 흑인들의 경우에도 납치되어 노예가 되기도 하였다. 자유 증서를 통해 자신이 자유인임을 입증하는 것도 어려웠고 법적 보호 조치도 미약하였기 때문에 이렇게 납치되어 다시 노예가 되는 일이 종종 일어났다. 1850년 〈도망노예법〉은 지방 판사에게 동산점유회복소송을 제기하여 확인을 받는 것만으로 흑인을 다시 노예로 삼는 것을 인정하고 있었다.

###### 미국 주들의 반응
미국의 최남단을 제외하고는 흑인을 노예로 부리는 것에 대한 반감이 컸기 때문에 도망 노예에 대해 동정적이었다. 이 때문에 노예잡이들은 북부 지역에서 활동하기 위해 경찰의 보호를 요청하는 일이 흔했다. 반면 남부의 주들은 노예 해방 자체에 반감을 갖고 있는 경우가 많았고 자유 흑인을 받아들이지 않았다.

### 용어
지하 철도의 회원들은 철도 용어를 빌린 은어를 사용하였다.
- 판매원(또는 목자) - 지하 철도를 이용할 흑인 노예를 발견한 사람
- 차장 - 경로 안내인
- 역 - 은신처
- 선로 - 노예제 폐지론자
- 역장 - 자신의 집에 탈주 노예를 숨겨주는 사람
- 승객(또는 화물) - 탈주중인 노예
- 차표 - 탈주를 계획중인 노예
- "바퀴는 굴러 간다네(wheels would keep on turning)" - 찬송가의 한 구절로 도망 중임을 나타냄
- 주주 - 재정 지원자[17]

북두칠성을 이용하여 북극성을 찾는 방법이 들어있는 민요 《Follow the Drinkin' Gourd》는 북쪽으로 자유를 찾아 가는 것을 암시하는 노래로 쓰였다. 지하 철도는 스스로를 종종 “자유 열차”나 약속의 땅, 즉 천국을 향해 가는“찬양 열차”라고 부르기도 하였다. 이들에게 약속의 땅은 자유가 있는 곳, 캐나다였다.
지하 철도의 아버지라 불리는 윌리엄 스틸은 수백명의 흑인 노예가 탈주할 수 있도록 도왔으며, 때로는 필라델피아에 있는 자신의 집에 숨겨주기도 하였다. 스틸은 지하 철도의 은어를 사용하여 자신이 도운 사람들을 조심스레 기록하였고, 1872년 이들의 이야기를 담은 《지하 철도》를 출간하였다.
스틸은 지하 철도의 회원들은 자신들만 알 수 있는 메시지를 주고 받았다고 기록하고 있다. 예를 들어 "나는 2시에 경유지로 큰 햄 네 개와 작은 햄 두 개를 보냈다"는 말은 해리스버그에서 팬실베니아로 어른 넷과 아이 둘을 보냈다는 뜻이 된다. 스틸의 설명에 따르면 만약을 대비해 경유지가 무엇을 의미하는 지는 알려주지 않기 때문에 탈주 노예들은 미리 정해둔 안내자가 있어야만 계획된 곳까지 도달할 수 있었다. 그는 1830년대 동안 이런 식으로 흑인 노예들은 북부로 보냈다.

### 문화
1980년대에 들어 지하 철도가 표식을 위해 퀼트를 사용했다는 학설이 대두되었다. 이 학설에 따르면 지하 철도는 열 가지 정도의 퀼트 패턴으로 탈주하고 있는 흑인 노예의 상황을 나타내었다고 한다. 예를 들어 탈주할 준비가 되었을 때를 알리거나 여정의 변경이 필요하다는 것을 알렸다는 것이다.
퀼트 디자인을 정보교환에 이용하였다는 이론은 논란이 많다. 이 이론을 반박하는 측에서는 이러한 이야기가 1980년대에 구술 역사를 바탕으로 출간된 동화에서 비롯된 것으로 신빙성이 떨어진다고 비판한다. 지하 철도에 관여하였던 당사자들의 기록에는 퀼트 암호와 관련한 언급은 없다.
대중적으로는 《Steal Away》나 《Follow the Drinkin' Gourd》같은 노래들이 지하 철도에서 여정을 살피는데 쓰였다고 알려져 있지만 확인할 수 있는 증거는 없다. 실제 이 노래의 가사들이 지리적인 방향을 찾는데 도움을 주지는 못한다.
반면에 지하 철도에서 직접 만든 노래도 있다. 1860년 무렵 테네시에서 캐나다로 도망을 친 노예를 주제로 한 《자유의 노래》는 스티븐 포스터의 《Oh! Susanna》곡조에 가사를 바꾸어 만든 것이다. 영국의 노예 무역금지 정책에 따라 1803년 이후 캐나다의 노예 정책이 폐지되었기 때문에 지하 철도의 모든 최종 목적지는 캐나다였다. 지하 철도는 캐나다를 “유색 인종이 자유로운 곳”으로 불렀다.

## 캐나다 도착 이후

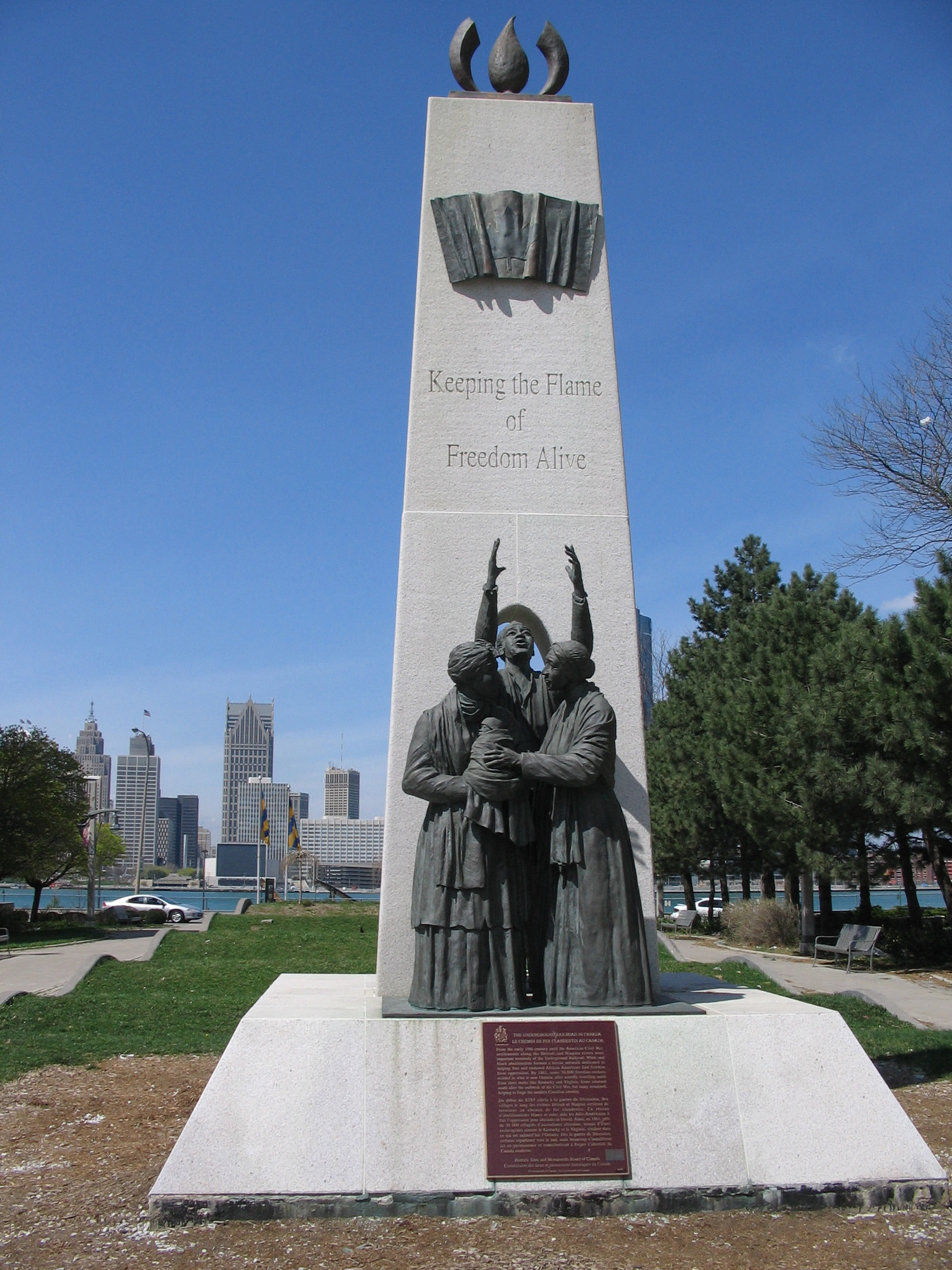
국제 지하 철도 기념비 - 온타리오 윈저

적어도 3만명에서 많게는 10만명에 가까운 흑인 노예들이 지하 철도를 통해 캐나다로 탈주하였다. 이들 가운데 대다수는 오늘날 남부 온타리오에 해당하는 어퍼캐나다에 정착하였다. 이들은 후일 캐나다 흑인 사회를 구성하는 핵심적인 집단이 되었으며, 이들의 거주지는 토론토, 나아아가라 펄스, 윈저를 잇는 삼각형 안에 집중되어 있다. 또 다른 주요 정착지로는 노바스코샤주의 아프릭빌과 그 인근의 마을들이 있다. 당시 브리티시 컬럼비아의 주지사 제임스 더글라스는 노예제를 반대하였기 때문에 이들의 정착을 인정하였다.
캐나다에 도착한 흑인들은 자유를 얻었지만 심각한 실업을 겪어야 했다. 1834년 이후 노예제도는 없어졌지만 캐나다 역시 여전히 인종차별이 남아있었기 때문이었다. 흑인들은 부두노동자나 상품판매원, 어업노동자 등의 직업을 얻어 자유인으로서 살아가게 되었다.
남북 전쟁이 발발하자 많은 흑인들은 북군에 자원 입대하여 전투에 참가하였다. 전쟁이 끝난 후 이들 가운데 수천명은 두고온 가족과 친구들과 다시 함께 살기 위해 미국 남부로 돌아갔다.

## 같이 보기
- 포트 모스 역사 주립공원

### 중요 인물
- 해리엇 터브먼
- 윌리엄 스틸

### 문학
- 1829 《유색 시민의 등장》 데이비드 워커
- 1852 《톰 아저씨의 오두막》헤리엇 비처 스토
- 1854 《농부의 북쪽 아내》 캐롤라인 리 헨츠

## 참고 문헌
- Blight, David W. (2001)Passages to Freedom: The Underground Railroad in History and Memory. Smithsonian Books. ISBN 1-58834-157-7.
- Bordewich, Fergus M (2005) Bound for Canaan: The Underground Railroad and the War for the Soul of America. Harper Collins. ISBN 0-06-052430-8.
- Chadwick, Bruce (2000) Traveling the Underground Railroad: A Visitor's Guide to More Than 300 Sites. Citadel Press. ISBN 0-8065-2093-0.
- Frost, Karolyn Smardz; Osei, Kwasi (2007). 《I've Got a Home in Glory Land: A Lost Tale of the Underground Railroad》. Farrar, Straus & Giroux. ISBN 978-0-374-16481-2.
- Forbes, Ella (1998) But We Have No Country: The 1851 Christiana Pennsylvania Resistance. Africana Homestead Legacy Publishers.
- Griffler, Keith P.(2004) Front Line of Freedom: African Americans and the Forging of the Underground Railroad in the Ohio Valley. University Press of Kentucky. ISBN 0-8131-2298-8.
- Hagedorn, Ann (2004) Beyond the River: The Untold Story of the Heroes of the Underground Railroad. Simon & Schuster. ISBN 0-684-87066-5.
- Hendrick, George; Willene Hendrick (2010), Black refugees in Canada: accounts of escape during the era of slavery, McFarland & Co, ISBN 978-0-7864-4733-6
- Hendrick, George, and Willene Hendrick (2003) Fleeing for Freedom: Stories of the Underground Railroad As Told by Levi Coffin and William Still. Ivan R. Dee Publisher. ISBN 1-56663-546-2.
- Hudson, J. Blaine (2002) Fugitive Slaves and the Underground Railroad in the Kentucky Borderland. McFarland & Company. ISBN 0-7864-1345-X.
- Potter, David M. The Impending Crisis, 1848–1861. (1976) ISBN 0-06-131929-5
- Operating the Underground Railroad 보관됨 2016-12-26 - 웨이백 머신, from National Park Service.
- The Underground Railroad, from PBS.

## 더 읽어 보기
- Frost, Karolyn Smardz (2007). 《I've Got a Home in Glory Land: A Lost Tale of the Underground Railroad》. New York: Farrar, Straus and Giroux. ISBN 978-0-374-16481-2. ISBN 978-0-374-53125-6
- Larson, Kate Clifford (2004). Bound For the Promised Land: Harriet Tubman, Portrait of an American Hero. New York: Ballantine Books. ISBN 0-345-45627-0.
- Underground Railroad, 1872, by William Still, from Project Gutenberg (classic book documenting the Underground Railroad operations in Philadelphia)
- Stories of the Underground Railroad, 1941, by Anna L. Curtis (stories about Thomas Garrett, a famous agent on the Underground Railroad)

민속
- New Jersey's Underground Railroad Myth-Buster: Giles Wright is on a Mission to Fine Tune Black History
- Putting it in Perspective: The Symbolism of Underground Railroad quilts 보관됨 2013-02-04 - 웨이백 머신
- Underground Railroad Quilts & Abolitionist Fairs 보관됨 2014-10-11 - 웨이백 머신
- Documentary Evidence is Missing on Underground Railroad Quilts